# بازار کهنه (دزفول)

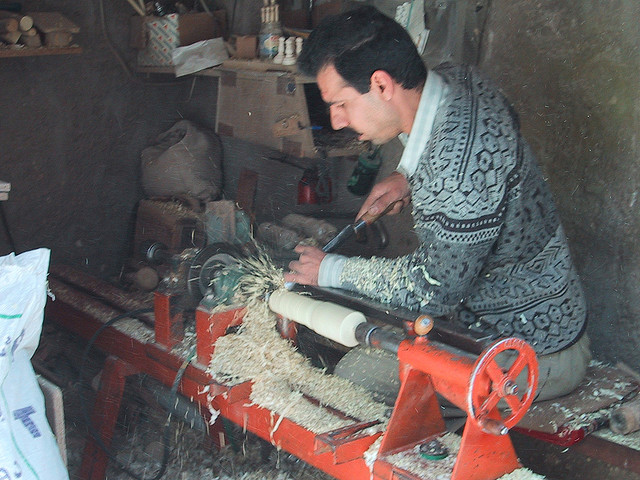
نمایی از تراش بدنه قلیان بدست یک سازنده قلیان در بازار کهنه دزفول

بازار کهنه دزفول در گذشته مهمترین مراکز خدماتی دزفول مجاور محله قلعه قرار داشته‌است و چنان‌که در سفرنامه‌ها آمده‌است بازار به صورت میدان بوده‌است که همه معاملات در آن انجام می‌گرفته‌است.
این مراکز خدمات شهری از طرفی مجاور مسجد جامع و از طرف دیگر به دو سرْمیدان ختم می‌شود. بازار در مرتفع‌ترین شیب شهر بنا شده‌است و امتداد گذرهای محلات به بازار ختم می‌شود. مراکز محلات و گذرهای اصلی بازار شهر بر اساس توپوگرافی زمین شکل گرفته‌اند و حرکت پیاده از طریق گذرها همگی به بازار ختم می‌شود.
قدیمی‌ترین بنای موجود در بازار دزفول مقبره شیخ اسماعیل قصری است که وفات او در سال ۵۵۵ هجری شمسی ذکر گردیده‌است. اما دو دوره‌های اخیر به‌طور کامل بازسازی شده‌است.
چهار راسته موازی، بازار قدیم دزفول را تشکیل می‌دهند، که هریک مخصوص صنف خاصی بوده‌است؛
- بازار آهنگران
- بازار بزازان
- بازار خرده فروشان
- بازار خراطان
- بازار زرگران

در مجاورت مسجد جامع و در جهت حرکت مشرق به مغرب به طرف دروازه شوشتری چندین کاروانسرای قدیمی وجود داشته‌است که متأسفانه به جز یکی دو بنای نیمه مخروبه بقیه از بین رفته‌اند.
انواع صنایع دستی از قبیل خراطی (شامل ساخت شمعدانی و قلیان و…) کپو و کرتله بافی، گلیم بافی، سجاده بافی، ورشو سازی ، طلاسازی و نمدمالی در بازار قدیم دزفول دیده می‌شود.

## کاروانسرای بازار
کاروانسرای زیبایی موسوم به کاروانسرای بازار در میان این بازار خودنمایی می‌کند که حال و هوای داد و ستد در دوران گذشته را تداعی می‌کند.
بازار قدیم در مرکز شهر دزفول قرار دارد و در حال حاضر نیز به عنوان یکی از مراکز اصلی تجارت شهر فعال است. وجود شغلها و راسته‌های قدیمی با شکل خاص معماری مغازه‌ها و فروش برخی صنایع دستی معروف دزفول در این بازار موجب استقبال ویژه گردشگران می‌شود.